# Suursaari (ö i Norra Karelen, Joensuu, lat 62,82, long 30,21)
Suursaari är en ö i Finland. Den ligger i sjön Hiirenvesi och i kommunen Joensuu i den ekonomiska regionen  Joensuu ekonomiska region  och landskapet Norra Karelen, i den sydöstra delen av landet, 400 km nordost om huvudstaden Helsingfors. Öns area är 0,4 hektar och dess största längd är 120 meter i öst-västlig riktning.